# Пэйс, Фрэнк
Фрэнк Пэйс-младший (англ. Frank Pace, Jr.; 5 июля 1912, Литл-Рок, штат Арканзас, США — 8 января 1988, Гринуич, Коннектикут, США) — американский государственный деятель, министр армии США (1950—1953).

## Биография
В 1933 г. окончил Принстонский университет, а в 1936 г. — Гарвардский университет. Карьеру на государственной службе начал в 1936 г. в качестве заместителя окружного прокурора Арканзаса. В 1938 г. был переведен в федеральную налоговую службу. Участвовал во Второй мировой войне в подразделениях воздушного транспорта командования армейской авиации, имел звание лейтенанта. Он оставался до конца войны в 1945 году в области.
В 1945 г. вернулся на государственную службу.
- 1945—1948 гг. — заместитель министра юстиции, затем — главный помощник министра по делам почты,
- 1948—1949 гг. — заместитель директора,
- 1949—1950 гг. — директор Административно-бюджетного управления США,
- 1950—1953 гг. — министр армии США,
- 1953—1962 гг. — управляющий директор General Dynamics Corporation.

Затем — администратор созданного президентом Эйзенхауэром агентства по управлению в сфере транспорта в чрезвычайных ситуациях (Emergency Transport Agency).
В 1968—1972 гг. — председатель Корпорации общественного вещания (Corporation for Public Broadcasting).